# Bjurbäcks socken
Bjurbäcks socken i Västergötland ingick i Vartofta härad, med delar före 1890 i Redvägs härad, ingår sedan 1971 i Mullsjö kommun och motsvarar från 2016 Bjurbäcks distrikt.
Socknens areal är 49,35 kvadratkilometer varav 45,13 land. År 2000 fanns här 256 invånare. Kyrkbyn Bjurbäck med sockenkyrkan Bjurbäcks kyrka ligger i socknen.

## Administrativ historik
Socknen bildades 1732 genom en utbrytning ur Bottnaryds socken. Före 1890 låg området Nyckelås, Högen, Knaggebo, Lidan, Nybygget och Torpet/Spjuthuset i Älvsborgs län och Redvägs härad och 1888 överfördes Haghemmet från Kölingareds socken hit.
Vid kommunreformen 1862 övergick socknens ansvar för de kyrkliga frågorna till Bjurbäcks församling och för de borgerliga frågorna bildades Bjurbäcks landskommun. Landskommunen uppgick 1952 i Mullsjö landskommun som 1971 ombildades till Mullsjö kommun. Församlingen uppgick 2002 i Mullsjö församling som 2010 uppgick i Mullsjö-Sandhems församling.
1 januari 2016 inrättades distriktet Bjurbäck, med samma omfattning som församlingen hade 1999/2000.
Socknen har tillhört län, fögderier, tingslag och domsagor enligt vad som beskrivs i artikeln Vartofta härad. De indelta soldaterna tillhörde Skaraborgs regemente, Vartofta kompani.

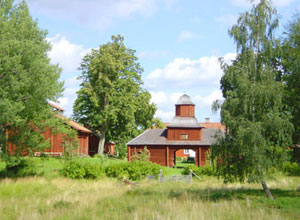
Näs Porthus

## Geografi
Bjurbäcks socken ligger nordväst om Jönköping kring Tidan och sjöarna Stråken, Brängen och Nässjön. Socknen är en kuperad skogsbygd.
I socknen ligger Näs Gård, känd sedan 1500-talet, som har en huvudbyggnad från 1770-talet och ett märkligt tornförsett portlider från omkring 1700, båda av trä. Här ligger även Näs Lagård som har kammarmusikkonserter under sommarmånaderna.
Vidare ligger här Bjurbäcks Säteri, en herrgård i ljus frihetsstil från 1700-talet, med medeltida källarvalv.
Här finns två naturreservat, Nyckelås i väster och Ryfors Gammelskog i norr.

## Fornlämningar
Från bronsåldern finns gravrösen. Från järnåldern finns gravfält och domarringar.

## Namnet
Namnet skrevs 1351 Biurbæk och kommer från gården med detta namn. Efterleden är bäck. Förleden innehåller bjur, 'bäver betyder också kilformat-land'.